# تپه انجرلی ۳
تپه انجرلی ۳ مربوط به مفرغ است و در شهرستان اسفراین، بخش مرکزی، دهستان زرق آباد، ۸۰۰ متری شرق روستای انجرلی واقع شده و این اثر در تاریخ ۲۲ آبان ۱۳۸۶ با شمارهٔ ثبت ۱۹۹۷۷ به‌عنوان یکی از آثار ملی ایران به ثبت رسیده است.